# Allium phalereum
Allium phalereum är en amaryllisväxtart som beskrevs av Theodor Heinrich von Heldreich och Giovanni Battista Sartorelli. Allium phalereum ingår i släktet lökar, och familjen amaryllisväxter.
Artens utbredningsområde är Grekland. Inga underarter finns listade i Catalogue of Life.